# تاریخچه آلومینیوم

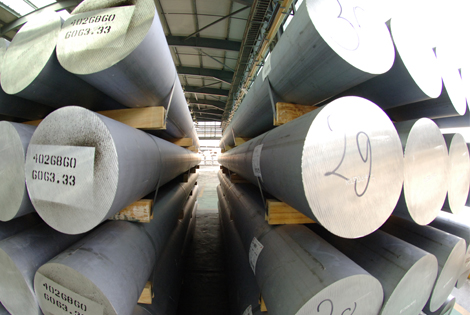
بیلت اکستروژن آلومینویمی

آلومینیوم یک عنصر نسبتاً جدید در کاربردهای انسانی است. سنگ معدن آن، آلوم، از قرن پنجم قبل از میلاد شناخته شده‌است. آن را به شدت توسط قدیمیان برای رنگرزی و دفاع از شهر استفاده می‌کردند؛ استفاده آن در اروپا در قرون وسطی بوده‌است. از نظر دانشمندان رنسانس Alum شکل یک نمک از یک اکسید فلزی جدید بود؛ در طول عصر روشنگری، مشخص شد که آلوم یک اکسید فلزی جدید است. کشف این فلز جدید در سال ۱۸۲۵ توسط فیزیکدان هانس کریستین اریستد اعلام شد و کارش توسط فریدریش وهلر، شیمیدان آلمانی، بسیار پیشرفت کرد. فلز آلومینیوم خالص بسیار کمیاب و دشوار است و بنابراین بسیار نادر است. پس از کشفش، قیمت آن از طلا بیشتر شد. نادر بودن آلومینیوم تنها پس از آن است که اولین تولید صنعتی توسط هنری اتین Sainte-Claire Deville در سال ۱۸۵۶ آغاز شد. آلومینیوم، با فرایند Hall-Héroult توسعه یافته توسط مهندس فرانسوی Paul مهندس Héroult و آمریکایی چارلز مارتین هال در سال ۱۸۸۶ و فرایند بایر توسط کارل جوزف بایجر شیمیدان اتریشی در سال ۱۸۸۹ توسعه یافت. این روش‌ها برای تولید آلومینیوم تا کنون استفاده شده‌است. از آن پس، از این روش‌ها برای تولید انبوه آلومینیوم مورد استفاده قرار گرفت، این فلز به‌طور گسترده‌ای در صنعت و زندگی روزمره مورد استفاده قرار گرفته‌است. آلومینیوم برای هواپیمایی، معماری و بسته‌بندی در استفاده شده‌است. تولید آن در قرن بیستم به‌طور چشمگیری افزایش یافت و آلومینیوم در دهه ۱۹۷۰ تبدیل به یک محصول مبادله ای شد. در سال ۱۹۰۰، تولید ۶٬۸۰۰ تنی داشت؛ در سال ۲۰۱۵، تولید آن ۵۷٬۵۰۰٬۰۰۰ تن بود.

## تاریخچه آلومینیوم با استفاده از آلوم

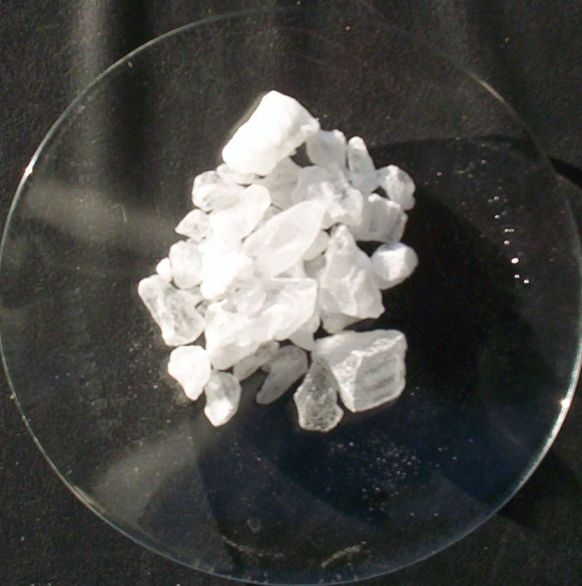
آلوم

اولین تاریخچه از آلوم که توسط مورخ یونان هرودوت ساخته شده‌است، به قرن پنجم قبل از میلاد بازمی‌گردد. در آن زمان آلوم به عنوان موزائیک رنگرزی استفاده می‌شد یا به عنوان رشته‌هایی برای پوشیدن زخم‌ها استفاده می‌شد؛ علاوه بر این، آلوم در پزشکی کاربرد داشت و به عنوان پوشش مقاوم در برابر آتش برای چوب، و در مواد شیمیایی. فلز آلومینیوم برای آنها ناشناخته بود. احتمال دارد که چینی‌ها در طول سلطنت سلسلهٔ اول جین (۴۲۰–۲۶۰) قادر به تولید آلیاژهای حاوی آلومینیوم بوده‌اند.پس از جنگهای صلیبی، آلوم موضوع تجارت بین‌المللی بود؛ و وجود آن در صنعت پارچه اروپایی ضروری بودآلوم به اروپا از دریای مدیترانه تا اواسط قرن ۱۵ میلادی وارد شد، زمانی که عثمانی‌ها فوق‌العاده مالیات صادرات را افزایش دادند برخی از معادن آلوم در اروپای کاتولیک کار می‌کردند، اما آنها تنها می‌توانستند آلوم کمی فراهم کنند؛ بنابراین، زمانی که جیووانی دا کاسترو، پاپ II، در سال ۱۴۶۰ یک منبع غنی از آلومینیوم در Tolfa را در نزدیکی رم کشف کرد، با هیجان زدگی به پدرخوانده خود گزارش داد: «امروز من به شما برکت برتری را می‌دهم».

## ایجاد ماهیت آلوم

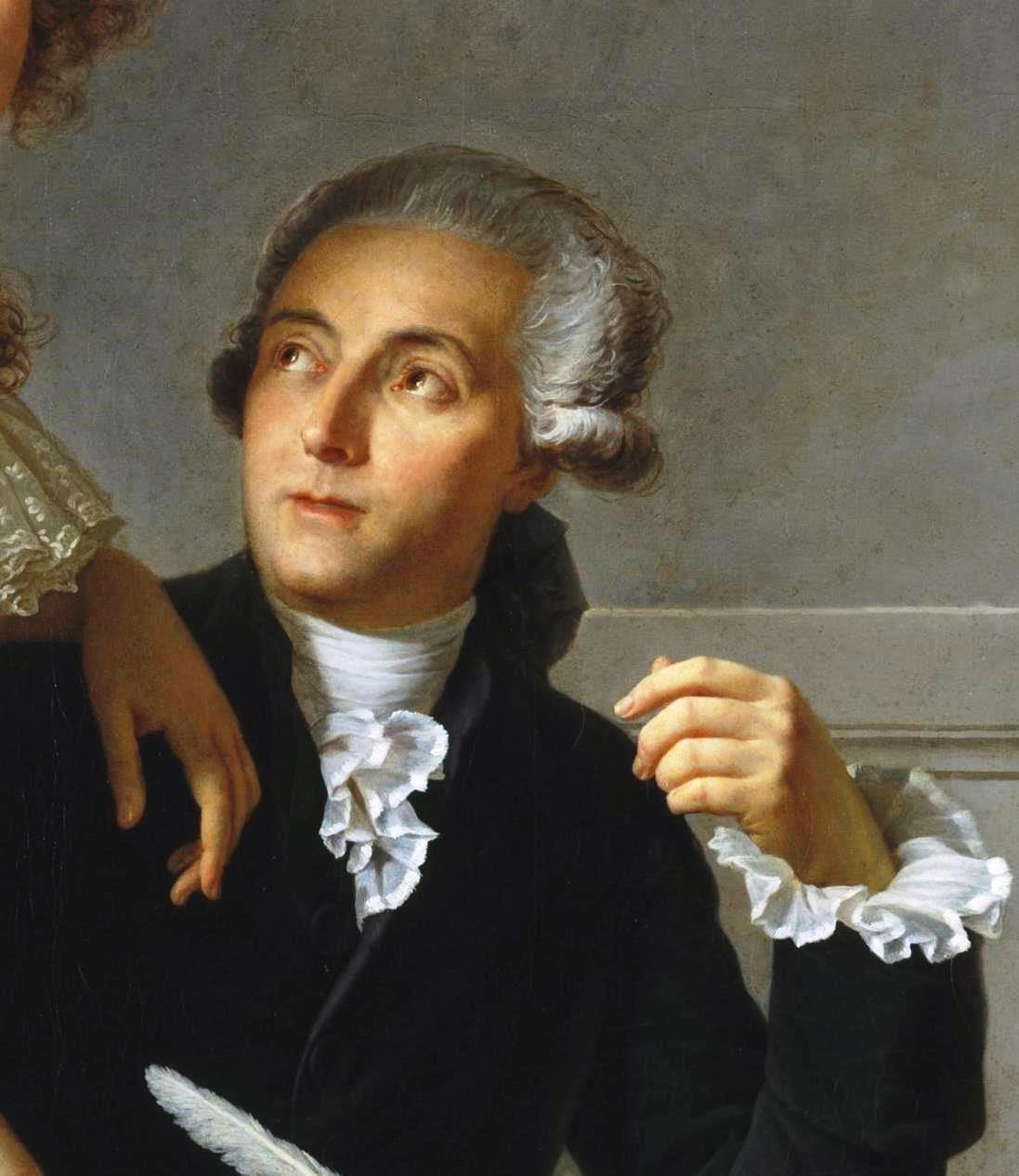
آنتین لاووییسر، آلومینا را ایجاد کرد که در آن زمان، اکسید فلزیِ یک فلز ناشناخته بود

ماهیت آلومینیوم ناشناخته باقی مانده‌است. حدود سال ۱۵۳۰ دکتر Paracelsus، پزشک و فیزیکدان سوئیسی، عصاره را به صورت جداگانه از سدیم (سولفات) شناسایی کرد، که نشان می‌داد که این نمک یک اکسید از آلوم است. در سال ۱۵۹۵، پزشک آلمانی و شیمیدر آندریاس لیبیویوس نشان داد که آلوم سبز و آبی رنگ با همان اکسید، اما مختلف تشکیل شده؛ برای کشفش که به شکل آلوم ساخته شد، نام «آلومینا» را پیشنهاد کرد. در سال ۱۷۰۲، جیمز ارنست استال، شیمیدان آلمانی، به وضوح اعتقاد خود را مبنی بر این که پایگاه ناشناخته آلوم از ماهیت آهک یا گچ بود، به روشنی بیان کرد. این نکته اشتباه توسط دانشمندان بسیاری برای نیم قرن دیگر به اشتراک گذاشته شده‌است. فردریش هافمن، شیمیدان آلمانی در سال ۱۷۲۲، اعتقاد خود را مبنی بر اینکه آلوم یک اکسید فلزی متمایز است، اعلام کرد. در سال ۱۷۲۸ شیمیدان فرانسوی اتیان جورفوری سنت هیلر پیشنهاد کرد که آلوم توسط یک اکسید فلزی ناشناخته و اسید سولفوریک تشکیل شده‌است؛ با این حال او به اشتباه اعتقاد داشت که سوزاندن این سیلیس باعث ایجاد سیلیس می‌شود.در سال ۱۷۳۹ شیمیدان فرانسوی Jean Gello اثبات همسان سازی بین اکسید فلزی در خاک رس و اکسید فلزی حاصل از واکنش قلیایی بر روی آلوم بود.در سال ۱۷۴۶، یوهان هاینریش پوت، شیمیدان آلمانی، نشان داد که رسوب حاصل از رسیدن قلیایی به محلول آلوم کاملاً متفاوت از آهک و گچ است. در سال ۱۷۵۴، آندریاس سیگیزوند مارگراف، شیمیدان آلمانی، آندز سیگیزوند مارگراف، اکسید آلوم (Al2O3) را با جوشاندن خاک رس در اسید سولفوریک، و پس از آن افزودن پتاسین، سنتز کرد. او متوجه شد که اضافه کردن سودا، پتاس، یا قلیایی به راه حل اکسید فلزی جدید در اسید سولفوریک و تولید آلوم شد. او اکسید فلزی را به عنوان قلیایی توصیف کرد، همان‌طور که کشف کرد که در هنگام خشک شدن می‌تواند در اسیدها حل شود. مارگراف همچنین نمکهای اکسید از آلوم را توصیف کرد: کلرید، نیترات و استات. در سال ۱۷۵۸، شیمیدان فرانسوی Pierre Macquer نوشت که آلومینا مانند یک اکسید فلزی است. در سال ۱۷۶۷، توربن برگمن، شیمیدان سوئدی، مقاله ای را دربارهٔ کریستال شدن آلوم از یک محلول تهیه شده از آلونیت جوش (یک ماده معدنی سولفات پتاسیم آلومینیوم هیدراته، فرمول KAl 3 (SO4) 2 (OH) 6 در اسید سولفوریک و سپس اضافه کردن پتاس، منتشر کرد. او همچنین آلوم را به عنوان یک محصول واکنش بین سولفات‌های آلومینیوم و پتاسیم سنتز کرده‌است، در نتیجه نشان می‌دهد که آلوم یک نمک دوبل است در سال ۱۷۷۶، کارل ویلهلم Scheele شیمیدان داروسازی آلمان نشان داد که هر دو آلوم و سیلیکا از رس ساخته شده‌است و این آلوم دارای سیلیکن نیست.اشتباه جفروی در سال ۱۷۸۵ توسط شیمیدان آلمانی و داروساز یوهان کریستین ویلبل تصحیح شد که بر خلاف باور معاصر، اکسید آلوم را نمی‌توان از سیلیس و قلیایی‌ها تولید کرد.

## سنتز فلز
در ۱۷۶۰، Theodor Baron de Henouville، شیمیدان فرانسوی اعلام کرد معتقد است که آلومینا یک اکسید فلزی است که در اثبات آن ناموفق بود، اما او ادعا کرد احتمال دارد که آلوم با کربن یا برخی مواد ارگانیک مخلوط شود، با نمک یا سودا برای شارژ، و ممکن است در یک زغال چوب گرم شود. در سال ۱۷۸۲ شیمیدان فرانسوی Antoine Lavoisier نوشت که او آلومینا (Al2O3) را اکسید فلزی می‌داند.
در سال ۱۷۹۰، متخصصان اتریشی، آنتون لئوپولد روپرت و ماتو تندی، آزمایشات بارون را تکرار کردند، به طوری که دما را به‌طور قابل توجهی افزایش دادند؛ آنها ذرات کوچک فلزی را کشف کردند که آنها معتقد بودند که به دنبال فلزی هستند، اما بعداً آزمایش‌های دیگر شیمیدانان نشان دادنداین تنها فسفید آهن از ناخالصی‌ها در زغال چوب و خاکستر استخوان است. شیمیدان آلمانی مارتین هاینریش کلاپروث بعد از آن اظهار نظر کرد: "اگر اکسید فلزی وجود داشته باشد که در آن طبیعت فلزی آن باید افشا شود، اگر اکسید فلزی داشته باشد، در مقیاس بزرگ و همچنین در مقیاس کوچک، اکسید فلزی به‌طور قطع آلومینا است، اما هیچکسی تا به حال متالیزه آن را درک نکرده‌است.» بعدها Lavoisier در سال ۱۷۹۴ و شیمیدان فرانسوی لوئیس برنارد Guyton de Morveau در سال ۱۷۹۵ آلومینا را به یک مینای سفید در یک آتش‌سوزی زغال چوب که توسط اکسیژن خالص تأمین می‌شود، حل نموده و هیچ فلزی یافت نشد. شیمیدان آمریکایی رابرت هار در سال ۱۸۰۲ ذوب آلومینا را با مخلوطی از اکسید هیدروژن، همچنین مینای دندان را به دست آورد، اما هنوز فلزی پیدا نکرد.
در سال ۱۸۰۷، هومفری دیوی، شیمیدان انگلیسی، تلاش کرد تا آلومینا را با باتری‌های قلیایی الکترولیز کند. در واقع، او آن را الکترولیز کرد، اما فلز تشکیل شده حاوی پتاسیم و سدیم قلیایی بود و دیوی هیچ راهی برای جدا کردن فلز مورد نظر از این دو نداشت. سپس او سعی کرد آلومینا را با فلز پتاسیم گرم کند. در واقع اکسید پتاسیم تشکیل شد، اما او قادر به یافتن فلز مورد نظر نبود. در سال ۱۸۰۸، دیوی یک آزمایش متفاوت در الکترولیز آلومینا ایجاد کرد؛ او آزمایش کرد که آلومینا در قوس الکتریکی تجزیه شود، اما قادر به جدا کردن فلز از آهن نیست، بلکه آن را آلیاژی می‌کند. در نهایت دیوی آزمایش دیگر الکترولیز را امتحان کرد، به دنبال جمع‌آوری فلز بر روی آهن بود، اما مجدداً قادر به جدا کردن این دو نبود. در طی آزمایشهایش، دیوی پیشنهاد کرد که آلومینیوم در سال ۱۸۰۸ و آلومینیم در سال ۱۸۱۲ به نام آلومینیوم نامگذاری شود، بنابراین نام مدرن تولید می‌شود. [۲۴] دانشمندان دیگر از آلومینیوم املایی استفاده می‌کردند، هرچند که املا سابق در چند دهه استفاده از آنها را در ایالات متحده استفاده می‌شد.
در سال ۱۸۱۳، شیمیدان آمریکایی بنجامین سیلمان آزمایش هار را انجام داد و در حالی که او در یک لحظه گرانولهای کوچک فلز مورد نظر را دریافت کرد، تقریباً بلافاصله سوخته شد.

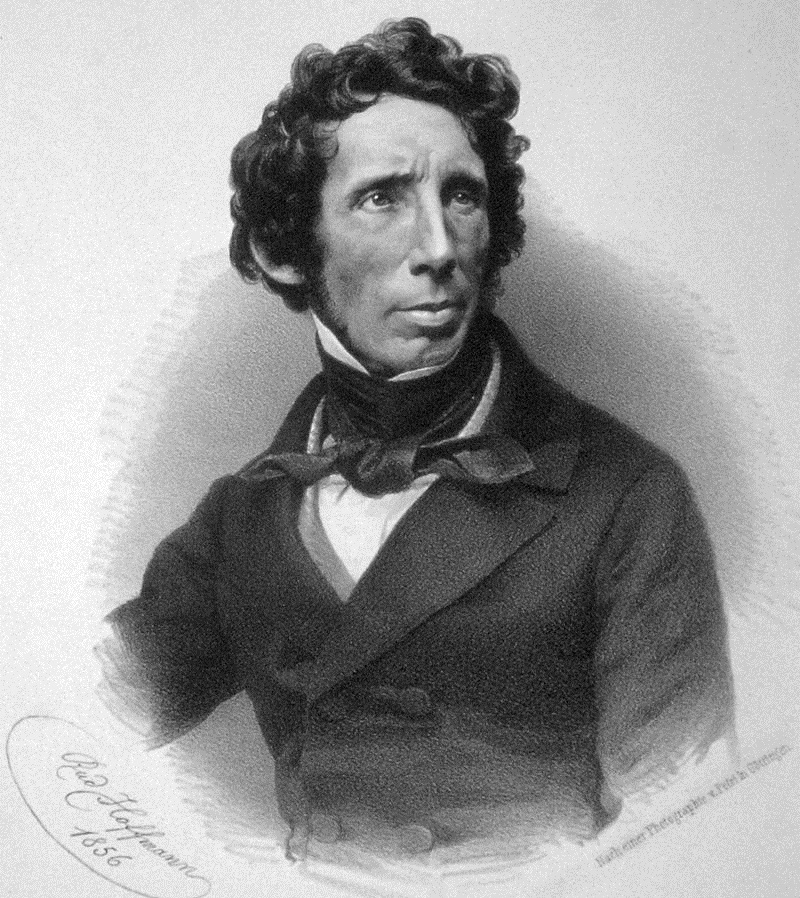
Friedrich Wöhler Litho

تولید اولین فلز در سال ۱۸۲۴ توسط فیزیکدان دانمارک و شیمیدان هانس کریستین اریستس ادعا شد. او کلرید آلومینیوم بی آب را با آمالگام پتاسیم واکنش داد و یک دانه از فلز را به نظر می‌رسید که مانند قلع بود. او نتایج خود را ارائه داد و نمونه ای از فلز جدید را در سال ۱۸۲۵ نشان داد. در سال ۱۸۲۶ او نوشت: «آلومینیوم دارای یک بلستر فلزی و تا حدودی رنگ خاکستری است و بسیار آهسته آب را تجزیه می‌کند.» این اشاره می‌کند که او به جای آلومینیوم خالص آلیاژ آلومینیوم پتاسیم را به دست آورده‌است. Ørsted خودش اعتقاد نداشت که آلومینیوم را بدست آوردو کشف او اهمیتی نداشت؛ یک منبع دیگر نشان می‌دهد که او نمی‌تواند تحقیقات خود را به دلایل مالی ادامه دهد. در نتیجه و به این دلیل که او کار خود را در مجله دانمارکی ارائه کرد که به‌طور عموم برای مردم اروپا منتشر شده‌است، اغلب به عنوان کشف کننده عنصر به آن اعتبار نمی‌دهد؛ [۳۰] بعضی از منابع پیشتر بیشتر شد و ادعا کرد اریستد در واقع آلومینیوم را جدا نکرد.
او تلاش کرد که این فلز را در سال ۱۸۲۵ جدا کند؛ او با دقت آنالوگ پتاسیم نمک پایه را در کریولیت در یک بوته شسته‌است. او فرمول این نمک را قبل از آزمایش به درستی فرمول K3AlF6 شناسایی کرد. هیچ فلزی یافت نشد با این حال، آزمایش او بسیار نزدیک به موفقیت بود، و چندین بار بعد از آن با موفقیت تکثیر شد. اشتباه Berzelius در استفاده از بیش از حد پتاسیم بود، که محلول را بیش از حد قلیایی کرده و در نتیجه آلومینیوم جدید را تشکیل می‌داد.
فردریش وهلر، شیمیدان آلمانی، آزمایشات اریستد را تکرار کرد اما هیچ آلومینیوم را شناسایی نکرد. (دلیل این ناسازگاری تنها در سال ۱۹۲۱ کشف شد) [۳۴] او آزمایش مشابهی را در سال ۱۸۲۷ انجام داد، مخلوط کلرید آلومینیوم بی آب با پتاسیم و تولید یک پودر آلومینیوم. در سال ۱۸۴۵ او قادر به تولید قطعات کوچک از فلز و برخی از خواص فیزیکی آن را شرح داد. توصیف Wöhler از خواص نشان می‌دهد که او آلومینیوم نامناسب به دست آورد.

## تولید الکترولیتی

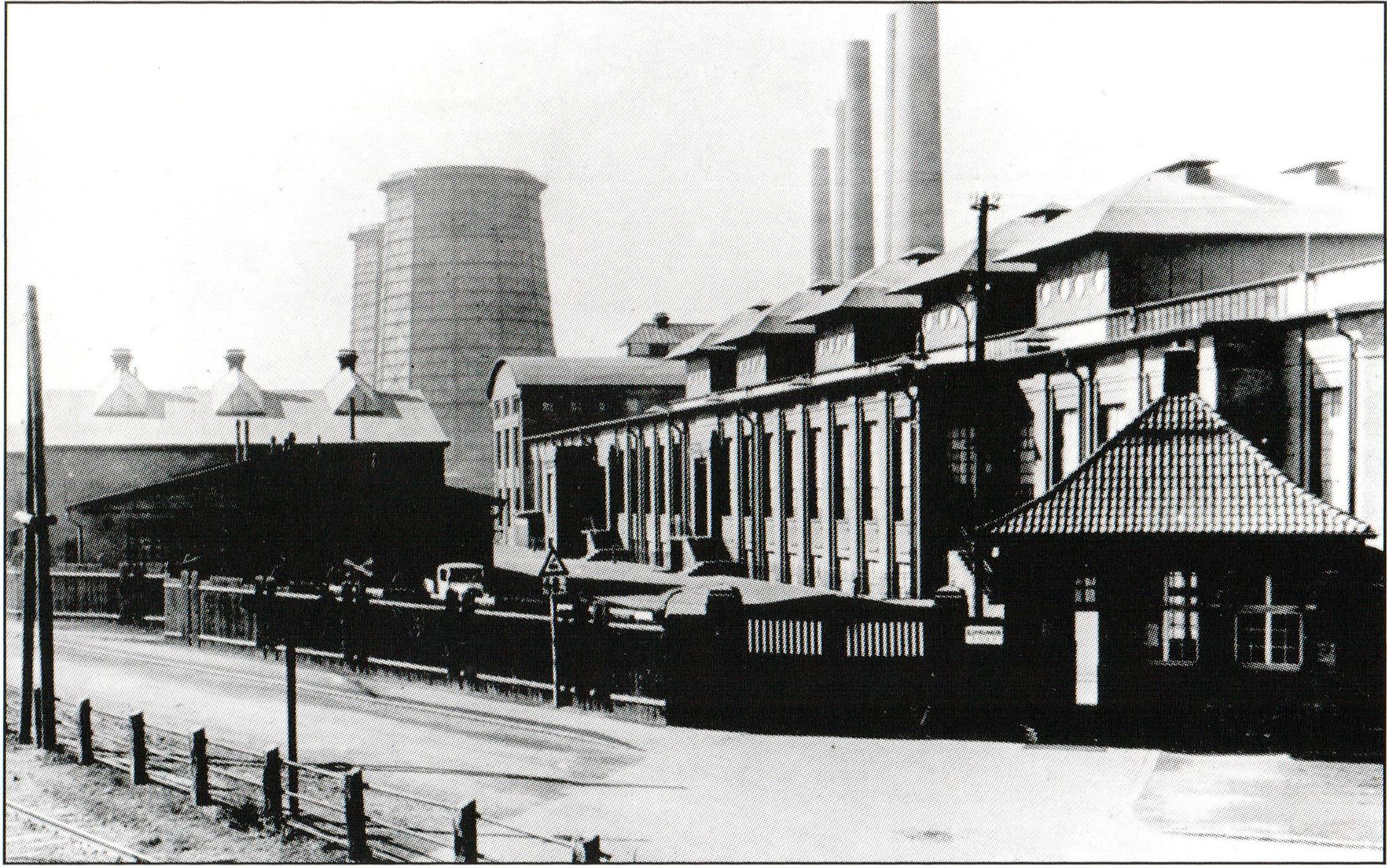
کارخانه آلومینیوم در Griesheim، آلمان، ساخته شده در سال ۱۹۱۵

آلومینیوم ابتدا به‌طور الکترولیتیک در سال ۱۸۵۴ به‌طور مستقل توسط Deville و شیمیدان آلمانی، رابرت ویلهلم بونسن، ساخته شد. روش‌های الکترولیز آنها مبنایی برای تولید صنعتی آلومینیومی نبود زیرا تجهیزات الکتریکی در حال حاضر ناکارآمد بودند؛ این تنها با اختراع دینام توسط مهندس بلژیک Zénobe-Theophile Gramme در سال ۱۸۷۰ و جریان سه فاز توسط مهندس روسی میشائیل دولوو-Dobrovolsky در سال ۱۸۸۹ تغییر می‌کند.اولین روش تولید صنعتی در مقیاس بزرگ به‌طور مستقل توسط مهندس فرانسوی پل هرولت و مهندس آمریکایی چارلز مارتین هال ساخته شده‌است. در حال حاضر به عنوان فرایند Hall-Héroult شناخته می‌شود. روش Héroult به عنوان تقاضا برای آلومینیوم هنوز کوچک بود؛ کارخانه Salindres مایل نبود که فرایند مورد استفاده خود را بهبود بخشد. هرولت با همراهانش، آلومینیوم صنعتی Aktien Gesellschaft را در سال ۱۸۸۸ تأسیس کرد. در همان سال، تولید صنعتی برنز آلومینیومی در Neuhhausen am Rheinfall در سال ۱۸۸۸ شروع شد. این تولید تنها برای یک سال فعال بود. اما در آن زمان، Société électrométallurgique française در پاریس تأسیس شد. این انجمن اختراعات حروت را خریداری کرد و او را به سمت مدیر کارخانه ذوب در Isère منصوب کرد، که طی چند ماه در آلومینیوم برنز در مقیاس بزرگ تولید و آلومینیوم خالص تولید کرد.در همان زمان، هال همان فرایند را اختراع کرد و با موفقیت آن را آزمایش کرد. او سپس به دنبال کشف آن برای تولید در مقیاس بزرگ بود؛ با این حال، باید روش‌های تولید خود را به طرز اساسی تغییر می‌داد، که آنها تمایل به انجام آن را نداشتند، زیرا آلومینیوم تولید انبوه پس از آن بلافاصله قیمت فلز را کاهش می‌داد. او در سال ۱۸۸۸ شرکت پیتسبورگ را آغاز کرد که تولید انبوه آلومینیوم را آغاز کرد. در سال‌های آینده این فناوری بهبود یافت و کارخانه‌های جدید ساخته شد.فرایند Hall-Héroult آلومینا را به فلز تبدیل می‌کند؛ کارل جوزف بایجر شیمیدان اتریش راهی برای تمیز کردن بوکسیت برای تولید آلومینا در سال ۱۸۸۹ کشف کرد که اکنون به عنوان فرایند بایر شناخته می‌شود. تولید مدرن فلز آلومینیوم بر اساس فرایندهای Bayer و Hall-Héroult است. فرایند Hall-Héroult در سال ۱۹۲۰ توسط یک تیم تحت رهبری کارل ویلهلم Söderberg شیمیدر سوئد بهبود یافت؛ این بهبود به‌طور چشمگیری باعث افزایش تولید آلومینیوم جهان شد.